# Shane McGuirk
Shane McGuirk (Castleblayney, County Monaghan, 9 mei 1995) is een Iers darter die uitkomt voor de WDF en de PDC. Hij is de regerende WDF-wereldkampioen nadat hij het WDF World Darts Championship 2024 won en daarmee de eerste wereldkampioen darts uit Ierland werd.

## Carrière
McGuirk bereikte de laatste 16 van de World Masters 2018 en verloor met 3-1 in sets van Scott Mitchell, de BDO World Darts Championship 2015-wereldkampioen.
Hij had succes op de PDC Development Tour in 2019 en bereikte twee finales voordat hij zijn eerste Development Tour-titel won in Event 13, waarbij hij zijn landgenoot Keane Barry met 5-4 versloeg in de finale.
McGuirk nam in 2021 deel aan de de UK Q-School, waar hij een 9-darter wist te gooien, maar een PDC Tour Card miste met één punt.
McGuirk won zijn eerste WDF-titel nadat hij Andy Baetens met 5-4 versloeg in de finale van de FCD Anniversary Open van 2022. Hierna won hij de Irish Open van 2023, wat hem een plek opleverde voor het WDF World Darts Championship 2024.
Nadat hij 35ste was geworden op de UK Q-School Order of Merit, nam McGuirk deel aan de PDC Challenge Tour-serie van 2024, met een gemiddelde van 100 in 5-2 overwinningen op Max Hopp en Ryan O'Connor op weg naar de kwartfinales op Challenge Tour 7, waar hij met 5-4 verloor van Dennie Olde Kalter in een beslissende laatste leg. Hij bereikte de halve finales op Challenge Tour 8, waar hij met 5-2 verloor van Andy Boulton. Hij bereikte nog een kwartfinale op Challenge Tour 21, waar hij met 5-1 verloor van Dragutin Horvat. In zijn eerste ronde wedstrijd op Challenge Tour 21 haalde hij een gemiddelde van 119,29 in een 5-0 overwinning op Stefaan Henderyck.
McGuirk werd opgeroepen voor de PDC Players Championship-serie-evenementen 9, 10 en 22 van 2024, als reserve voor een afwezige tourkaarthouder op grond van zijn rangschikking op de Challenge Tour Order of Merit. McGuirk verloor van Mario Vandenbogaerde met 6-5 in een beslissende leg in de eerste ronde van Players Championship 9. Op PC10 versloeg McGuirk Nick Kenny met 6-1 voordat hij in de tweede ronde met 6-2 verloor van Ryan Joyce. Op PC22 versloeg hij Owen Roelofs met 6-0 en won hij met 6-2 van Vincent van der Voort, maar werd verslagen door Mike De Decker, die gemiddeld 101,42, 6-3 scoorde in de laatste 32.
Op het WDF World Darts Championship 2024 startte McGuirk in de eerste ronde, waar hij Mark Barilli met 2-0 versloeg. Hij versloeg Edwin Torbjörnsson vervolgens met 3-0 zonder een dart te missen op dubbel. Met 3-0, 4-0 en 5-0 overwinningen op respectievelijk Brandon Weening, Peter Machin en François Schweyen bereikte McGuirk de finale zonder een set te verliezen. In de finale, waar hij tegenover Paul Lim stond, snelde McGuirk naar een 4-0 voorsprong tegen de Singaporese veteraan. Lim bracht het terug naar 4-1, wat McGuirks eerste verloren set in het toernooi was. McGuirk nam met 5-1 opnieuw een voorsprong, één set verwijderd van de titel, voordat Lim de volgende twee sets won om de kloof te dichten tot 5-3. Uiteindelijk won McGuirk de finale met 6-3. Hij werd de eerste speler uit Ierland die een senior darts wereldkampioenschap won.

## Resultaten op wereldkampioenschappen

### WDF
- 2024: Winnaar (gewonnen in de finale van Paul Lim met 6–3)